# Giovanni de Martino
Giovanni de Martino (Napoli, 13 tháng 1 năm 1870 - Napoli năm 1935) là một nhà điêu khắc người Ý.

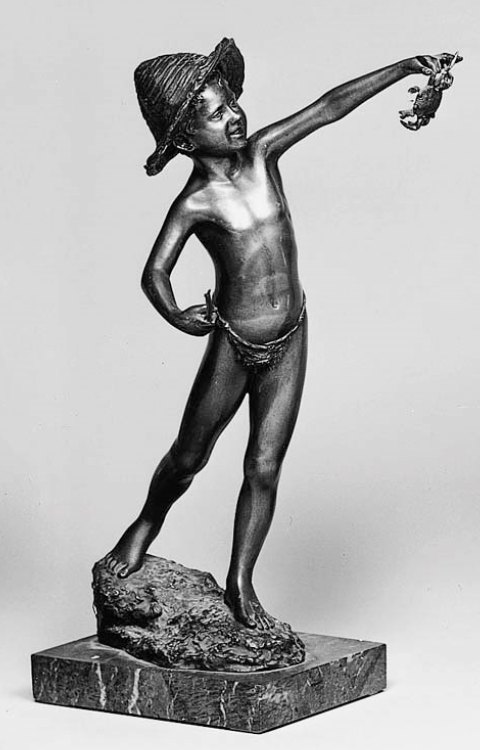
Le Pêcheur de criquets, 1916

Ông đã chính thức giới thiệu các tác phẩm của mình tại "Esposizione Internazionale d'arte di Venezia" (Venice Biennale) bốn lần vào các năm 1907, 1922, 1924 và 1928.
Trong Triển lãm Bốn Niên Giới ở Rome năm 1931, Benito Mussolini chỉ định Giovanni de Martino là nghệ sĩ điêu khắc quan trọng nhất đại diện cho nghệ thuật Ý.
Giovanni de Martino sinh ra ở Naples, được coi là một trong những nhà điêu khắc cổ điển của Ý chuyên về các sản phẩm điêu khắc bằng đồng mô tả các đối tượng phổ biến, tượng bán thân cụ thể có kích thước nhỏ.
De Martino học tại Real Istituto di Belle Arti Napoli, là một sinh viên của Stanislao Lista, Gioacchino Toma và Achille D'Orsi.

## Bảo tàng
- Bảo tàng Louvre, Paris.

## Chợ nghệ thuật
Tại một cuộc đấu giá Sotheby's New York năm 2008, tác phẩm điêu khắc bằng đồng của Giovanni De Martino (1930) đã được bán với giá 7,500 đô la Mỹ cộng với phí đấu giá. 

## Liên kết
- Lombardia Beni Culturali, Venezia - XVII Esposizione Internazionale d'Arte. Giovanni De Martino, Pastorello divino, patung perunggu (Chính phủ Ý cho nghệ thuật)
- Lombardia Beni Culturali, Civico Museo d'Arte Moderna e Contemporanea Castello di Masnago, Testa di Scugnizzo, 1875, patung perunggu
- Lombardia Beni Culturali, Civico Museo d'Arte Moderna e Contemporanea Castello di Masnago, Aragostaio, 1875, patung perunggu
- Sebuah polikrom-patinated perunggu Italia muda fisher-anak ', Naples, 1900, berdiri, berpakaian minim, memegang kepiting di tangan kiri dan sebuah guci di tangan kanannya, di atas dasar naturalistik berbentuk ditandatangani de Martino, mencetak harga $ 11,943 pada ngày 1 tháng 11 năm 2001, Christies's London